# Qos

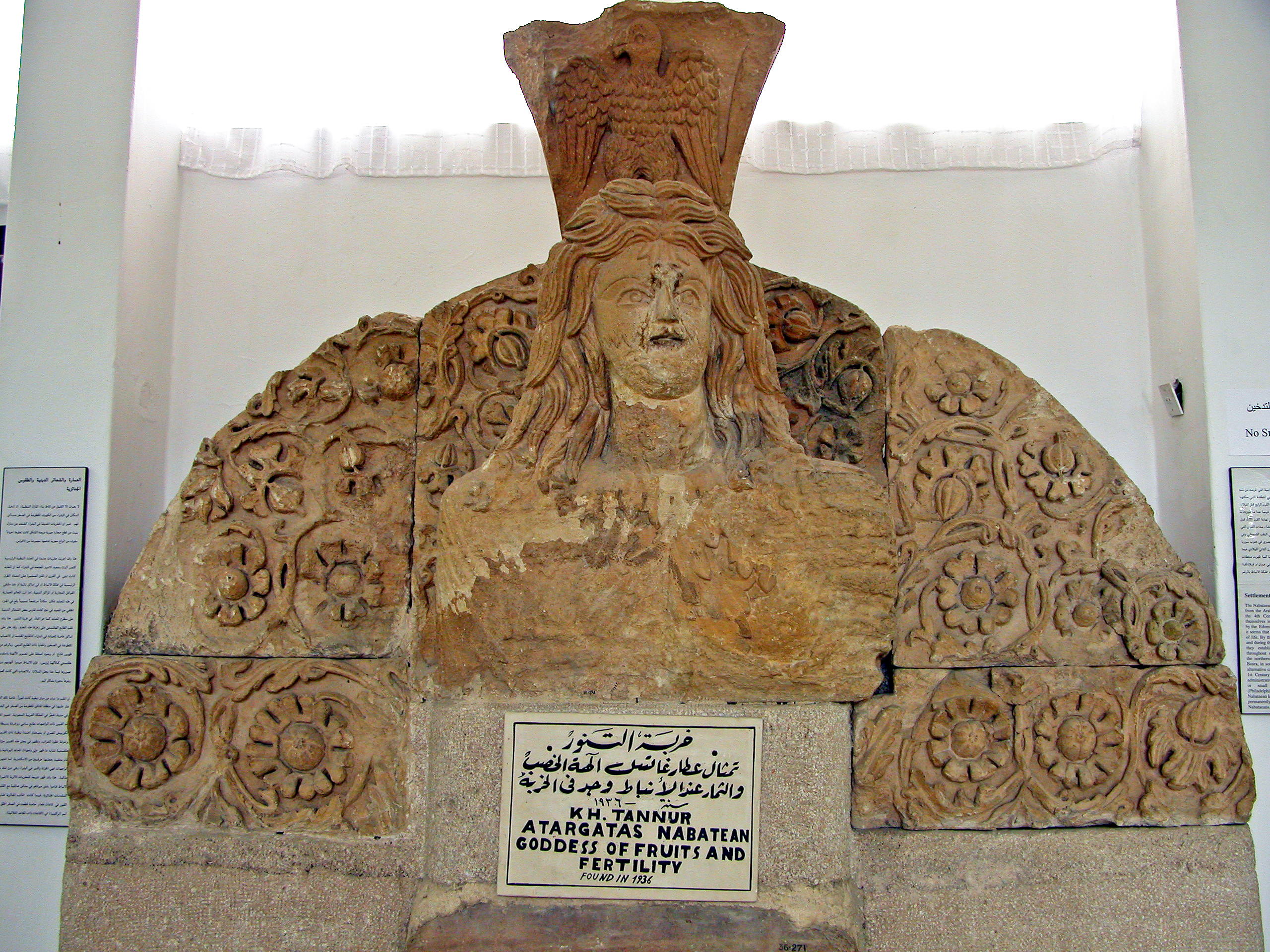
Figura nabatea de la diosa Atargatis datada en el siglo 100 AC. se cree que el águila en su cabeza es una representación de Qos.

Qos (Edomita: 𐤒𐤅𐤎 Qāws, luego Qôs; hebreo: קוס/קוש Qōs), también Qaus (Acadio: 𒋡𒍑 Qa-uš) o Koze (Griego: Kωζαι Kozai) fue el dios nacional de los edomitas. Fue el rival idumeo de Yahweh, y estructuralmente paralelo a él. Este nombre aparece solo dos veces en el Viejo Testamento (si excluimos otra posible mención en una versión contaminada del Libro de Proverbios) en el Libro de Esdras y Nehemías donde aparece como un elemento en un nombre personal, Barqos ("hijo de Qōs", compárese con el hebreo Beniyahu, "hijo de Yahweh"), refiriéndose al 'padre' de una familia o clan probablemente idumeo de netinim, el cual había regresado del cautiverio en Babilonia. El nombre aparece frecuentemente en los papiros de Elefantina, isla donde existía una población mixta de mercenarios judíos e idumeos, que formaban parte de una guarnición persa.